# Dreaming of Julia
Dreaming of Julia è un film di Juan Gerard del 2003 presentato in anteprima mondiale alla Mostra Internacional de Cinema de São Paulo con il titolo Cuba Libre. È stato selezionato in concorso al Tokyo International Film Festival. Il film è la prima e unica opera di Juan Gerard. I fatti e i personaggi si ispirano ai ricordi di infanzia del regista.

## Trama
Holguín, Cuba, 1958. Un bambino al cinema con la nonna sta guardando un film con Doris Day intitolato Julia ma all'improvviso sono costretti a uscire perché la città è restata senza luce forse a causa di un'esplosione. Più tardi il quartiere si riunisce al bar Morro per capire cosa è successo. Ricky, il figlio di Morro, si congratula con suo nonno quando annuncia che i rivoluzionari hanno dato fuoco a un distributore di benzina. È il preludio della rivoluzione cubana. Il film segue le vicende di un bambino durante l'ultimo anno della dittatura di Fulgencio Batista e narra la sua amicizia con una bambina statunitense di nome Julia.

## Produzione
Il film è stato girato a Santo Domingo, nella Repubblica Dominicana, nell'anno 2000. È il secondo lungometraggio di Gael García Bernal dopo Amores Perros.